# Aresa PVC-170
PVC-170 — тип патрульных катеров, построенных в 2009 году компанией ARESA (Барселона, Испания) для ВМС Анголы в соответствии с программой помощи Департамента рыболовства Испании. Основное назначение — защита рыболовства.

## Внешние ссылки
- (исп.) Página 51 - Perfiles IDSbuques на сайте www.infodefensa.com.